# Louis-Charles Fougeret de Monbron
Louis-Charles Fougeret de Monbron (ur. 19 grudnia 1706, zm. 1761 w Paryżu) – francuski pisarz pochodzącym z Pikardii.
Był pierwowzorem pisarza żyjącego w artystycznej bohemie; wędrował po całej Europie Zachodniej. W tekście Le Cosmopolite ou le Citoyen du monde („Kosmopolita albo obywatel świata”) z roku 1750 „zaatakował” Diderota. Pisał też satyryczne teksty o paryżanach i londyńczykach i parodie. Przetłumaczył angielską powieść erotyczną Pamiętniki Fanny Hill na język francuski, oraz napisał własną powieść o prostytutce: Margot la ravaudeuse (1750).